# 华晨汽车集团

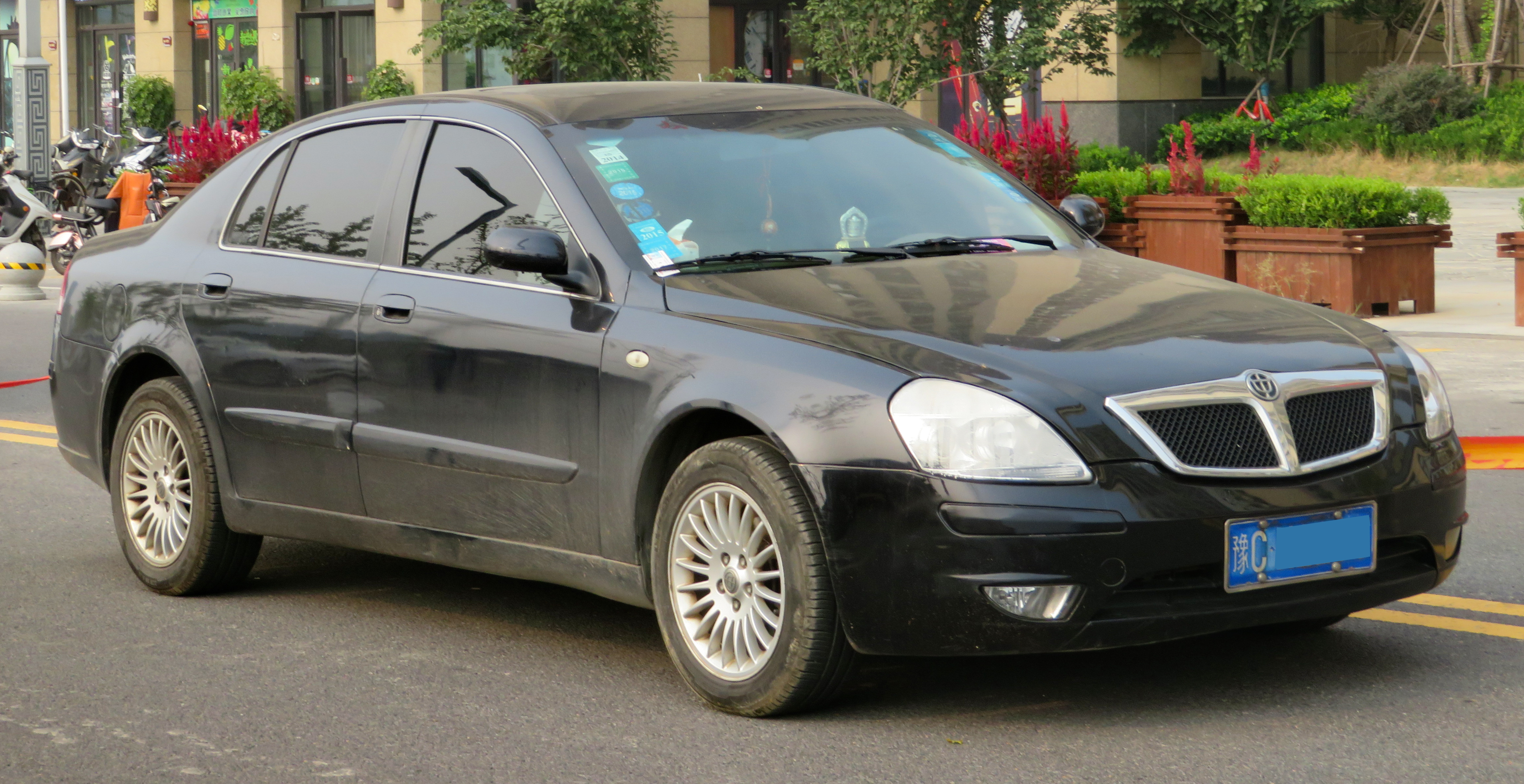
一輛華晨中華尊馳

华晨汽车集团控股有限公司（简称：华晨汽车、华晨集团）为总部位于辽宁省沈阳市的中国国有大型汽车企业集团，拥有“中华”、“金杯”、“华颂”三大自主品牌和“华晨宝马”一大合资品牌。其下有三家汽车上市公司，2007年汽车销售量300,369台，销售总收入433亿元，销售收入列中国国内汽车制造商第6位，员工总数3.5万人，现任董事长沈铁冬同志。

## 历史
2003年华晨中国汽车的一間附屬公司与德国宝马签订合同在中国生产宝马轿车。华晨为此新增轿车部门投入了5亿美元。在一定前提下，宝马将为中华轿车提供工程技术咨询服务。一批宝马的工程师被派往沈阳的工厂，协助展开生产。
2016年6月遼寧省國資委將20%股權無偿划转至辽宁省社会保障基金理事会。
2016年8月，华晨汽车集团控股有限公司在「2016中国企业500强」中排名第100位。
2017年7日5日，华晨中国发布公告称，公司与潜在新业务伙伴磋商后，于7月4日与雷诺集团订立框架合作协议，据此，雷诺已同意收购，而集团已同意出售沈阳华晨金杯汽车有限公司之49%股本权益，现金代价为1元（人民币）。于完成后，公司及雷诺将完成增加沈阳华晨金杯汽车注册资本合共15亿元人民币，其中10亿元将于该等增资之程序完成及沈阳华晨金杯汽车获发新营业执照以反映该等增资后，由公司及雷诺按彼等各自所持沈阳华晨金杯汽车股权比例支付；及5亿元将于完成后12个月内，由公司及雷诺集团按彼等各自所持目标公司股权比例支付。
2018年10月，在华晨宝马成立15周年之际，宝马集团和华晨汽车集团联合宣布，股东双方将延长华晨宝马的合资协议至2040年。同时宝马集团官方宣布，宝马集团计划收购华晨宝马25%股权，将持股比例从50%提升至75%。双方将于2022年完成股权调整的变更工作。
2019年1月18日，华晨中国汽车控股有限公司在香港召开特别股东大会，会上批准将华晨宝马25%的股份出售给宝马集团，约63%的股东代表投票赞成这一举措，当日，宝马集团官网发布证实该消息。这意味着宝马将成为首家在华合资企业中拥有多数股权的外国汽车制造商。
2019年4月1日，华晨汽车集团控股有限公司召开干部大会宣布省委决定，阎秉哲同志任华晨汽车集团控股有限公司党委书记、董事长；祁玉民同志由于年龄原因，不再担任华晨汽车集团控股有限公司党委书记、董事长。

### 经营危机与破产
近年来，华晨集团长期经营管理不善，自主品牌一直处于亏损状态，主要的盈利来源于华晨宝马，负债率居高不下。2019年，華晨汽车淨利76.26億人民幣，如去掉華晨寶馬的财务数据，则为虧損13.34億人民幣。2020年上半年，華晨汽车淨利潤40.45億人民幣，其中華晨寶馬貢獻43.38億人民幣。中国大陆2家信評機構大公國際、東方金誠在2020年8月下旬開始將華晨債券列入觀察名單，至9月下旬，華晨的信用評級開始被下調。至10月下旬，華晨的信評已從AAA级降至A+级。
據內地傳媒報道，2020年9月21日，由於華晨未按時足額兌付江蘇信託-信保盛158號（華晨汽車）集合資金信託計劃應於2020年9月20日支付的利息。江蘇信託於其後向華晨發出提前還款的通知書。
根據江蘇信託所發提前還款通知書，華晨集團應於2020年10月12日兌付貸款本金10.01億元、利息2000萬元、罰息668.38萬元。但是華晨並未按約定兌付貸款本息。11月13日，一位债权人依法向法院提起华晨集团破产重整申请。
2020年11月20日，沈阳市中级人民法院认为华晨集团存在资产不足以清偿全部债务的情形，具备企业破产法规定的破产原因。但同时集团具有挽救的价值和可能，具有重整的必要性和可行性。故裁定受理债权人对华晨集团的重整申请，这标志着华晨集团正式进入破产重整程序。此次重整针对华晨集团本部的自主品牌板块，不涉及集团旗下上市公司及与宝马、雷诺等的合资公司。中国证监会表示已依法開展專項檢查，根據檢查情況，決定對華晨集團採取出具警示函的行政監管措施，以及對其涉嫌信息披露違法違規立案調查，並同步核查華晨集團有關債券涉及的中介機構，嚴肅查處有關違法違規行為。
2020年12月4日，中央纪委国家监委网站发布消息称，華晨汽車前黨委書記、董事長祁玉民同志，涉嫌嚴重違紀違法，目前正接受紀律審查和監察調查。
2021年1月12日，上海证券交易所发出纪律处分决定书，对华晨汽车集团控股有限公司及其董事长、信息披露事务负责人予以公开谴责。
2021年12月30日，华晨雷诺金杯汽车有限公司新增破产审查案件，经办法院为辽宁省沈阳市中级人民法院。
2023年6月，华晨集团表示，已确定沈阳汽车有限公司为重整潜在投资人。资料显示，沈阳汽车为沈阳财瑞投资有限公司的全资附属公司，沈阳财瑞盛京金控下属的财盛投资和沈阳地铁下属的沈阳地铁经营各持股50%，实际控制人为沈阳市国资委。重整相关程序通过后，华晨汽车实际控制人将由辽宁省国资委变更为沈阳市国资委。
2023年9月15日，华晨汽车副总裁刘学敏、原副总裁刘同富涉嫌严重违纪违法，均接受辽宁省纪委监委纪律审查和监察调查。

## 车展及出口北美市场的计划
2008年8月，华晨汽车宣布他们将在2009年密歇根州底特律市举行的北美国际汽车展中展示4款汽车。华晨计划将其BS6中型轿车、BS4小型车、BC3运动型双门车、以及FRV三门小车运往底特律参加2009年1月的车展。公司声称他们计划在2009年下半年在美国开始出售若干车型，尽管至今没有一款车型可以通过美国安全及尾气排放标准。

## 产品

#### 當前型號
- 華晨H220
- 華晨H230
- 華晨H320
- 華晨H330
- 華晨H530
- 華晨H3
- 華晨V3
- 華晨V5
- 華晨V6
- 華晨V7

#### 停產車型

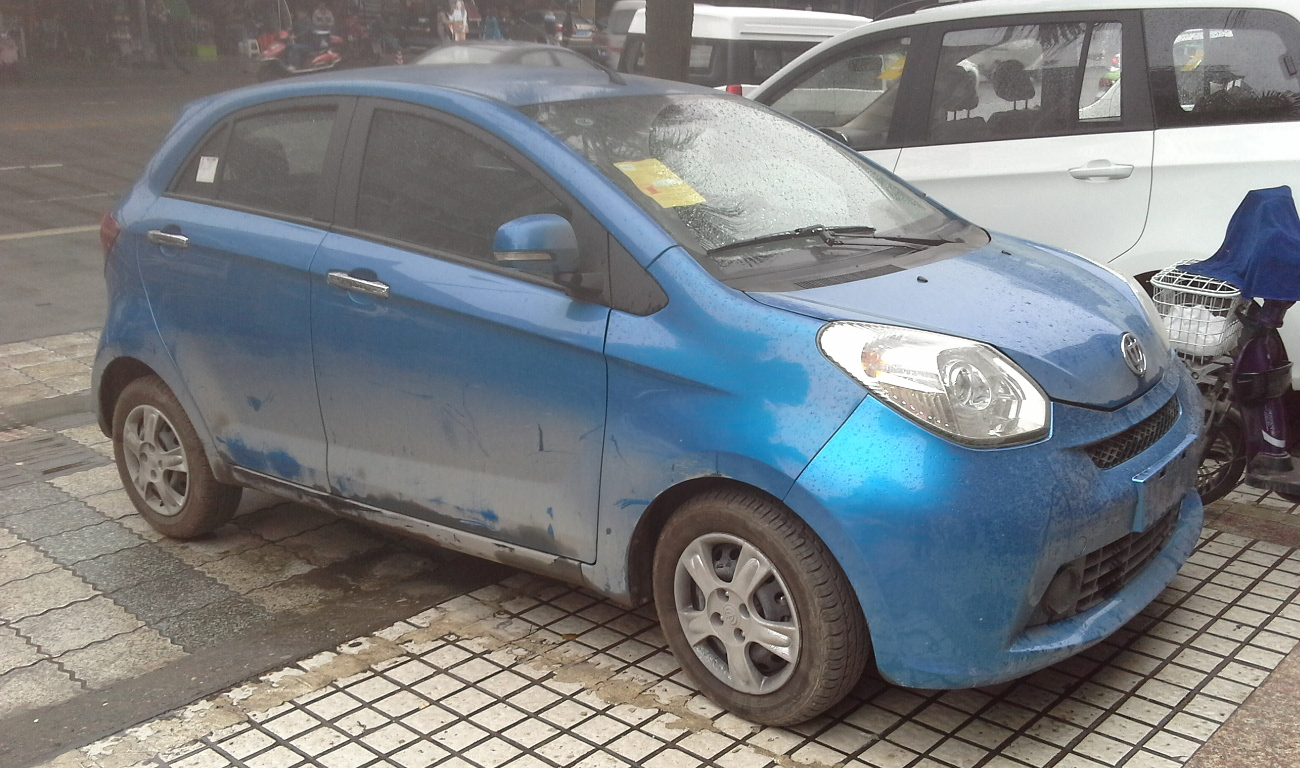
華晨中華海豚
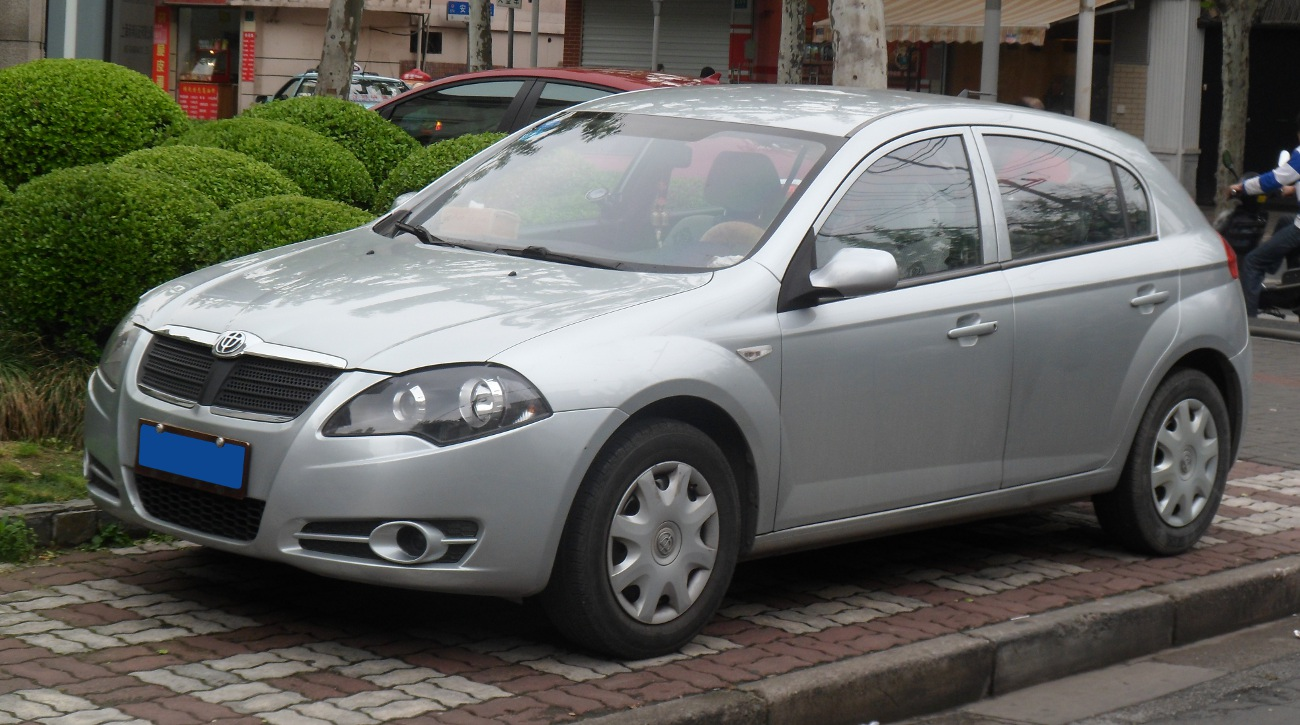
華晨BS2 - 華晨FRV
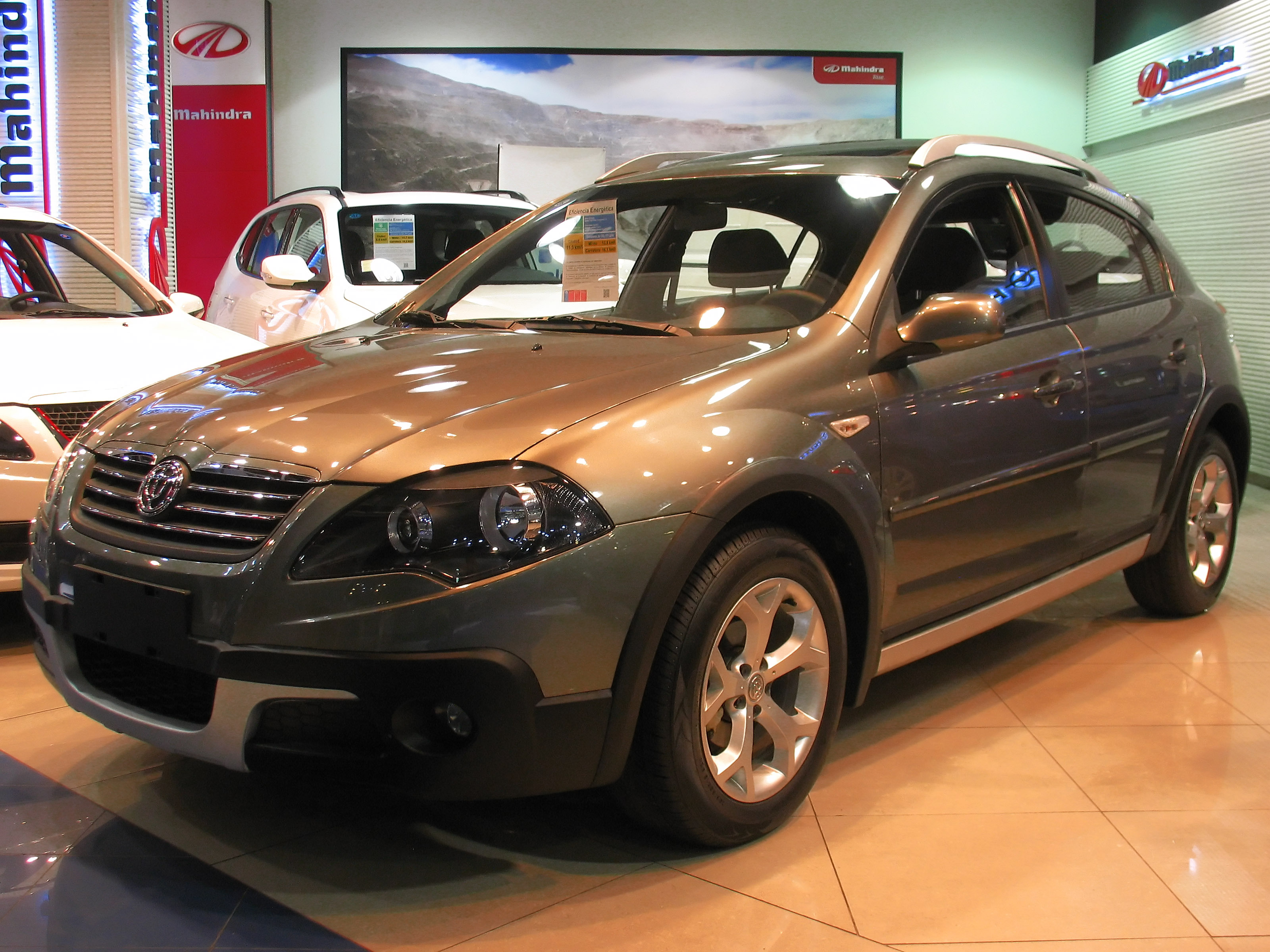
華晨FRV跨界
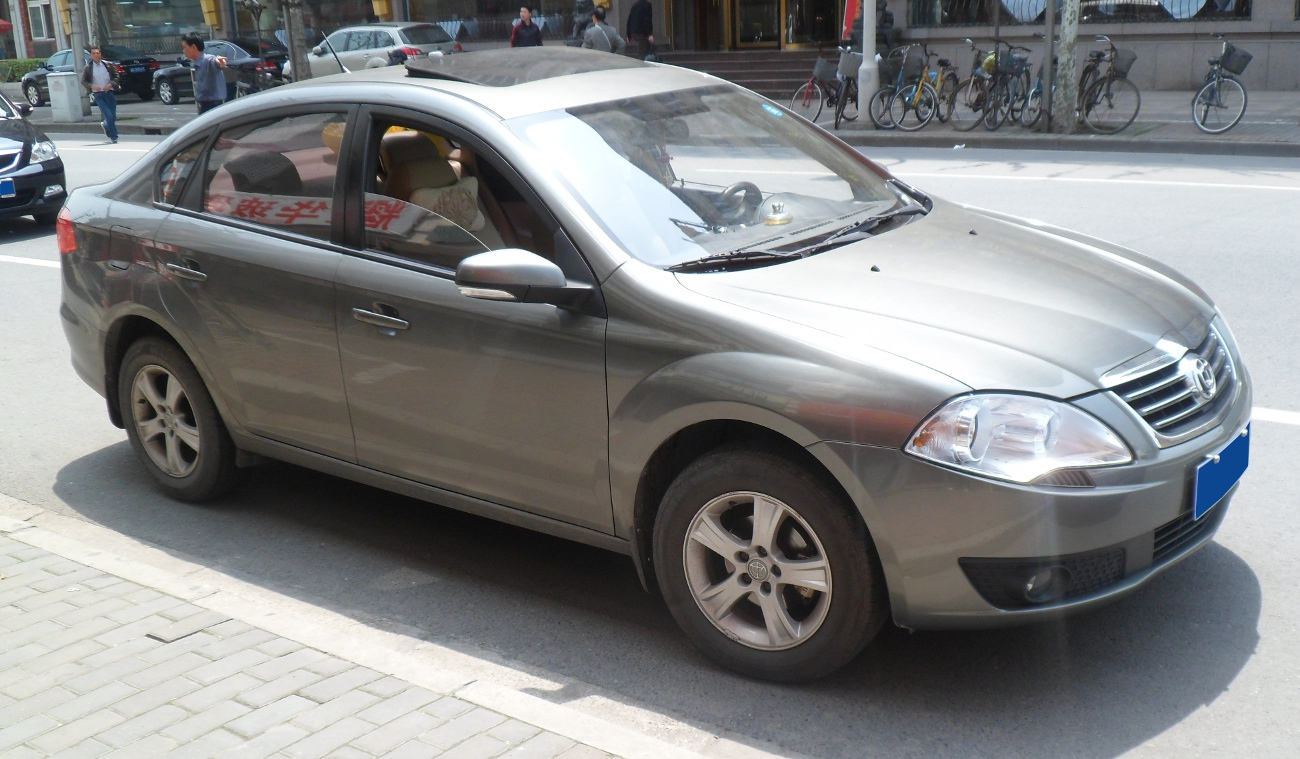
華晨FSV
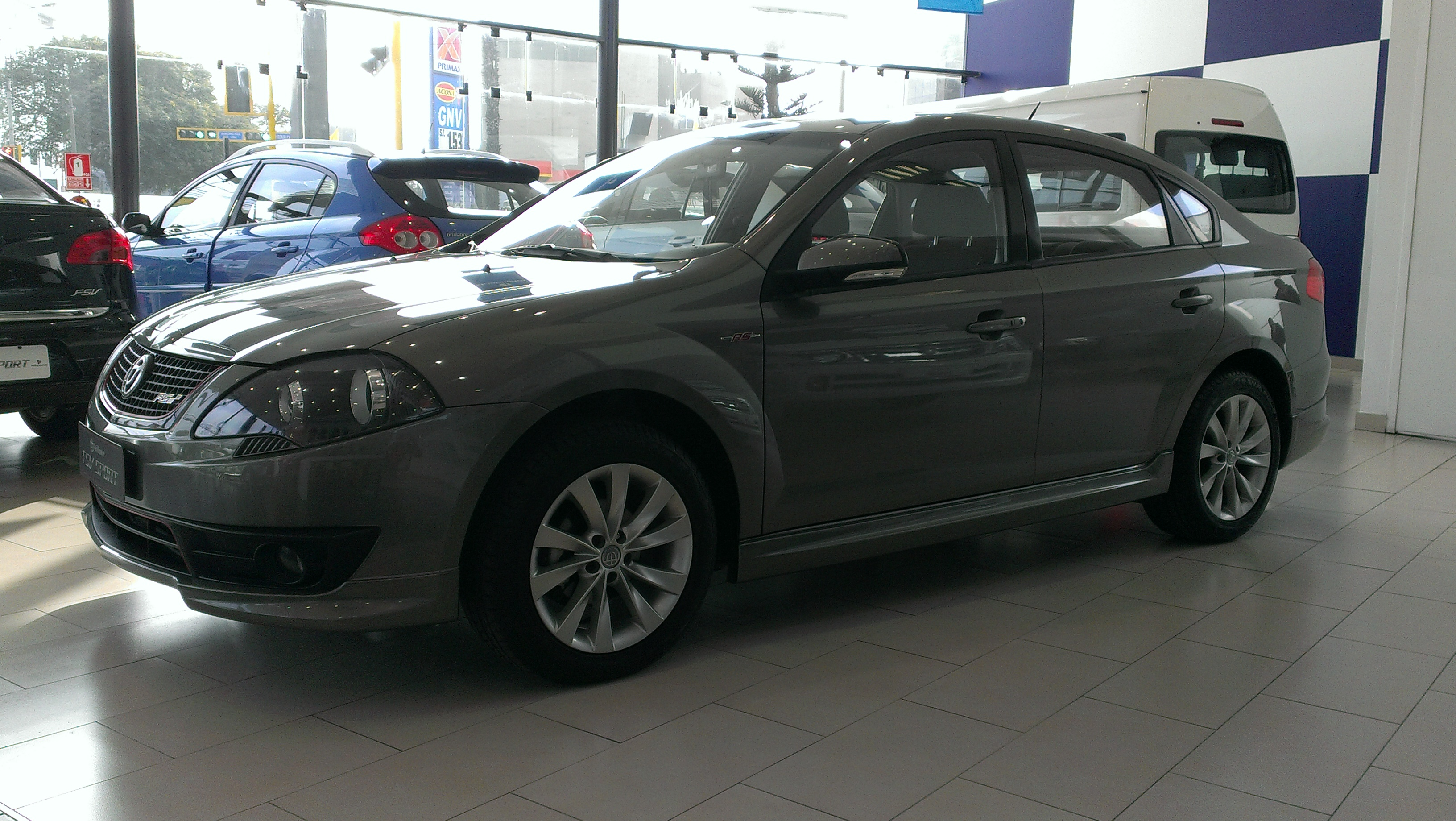
華晨FSV Sport
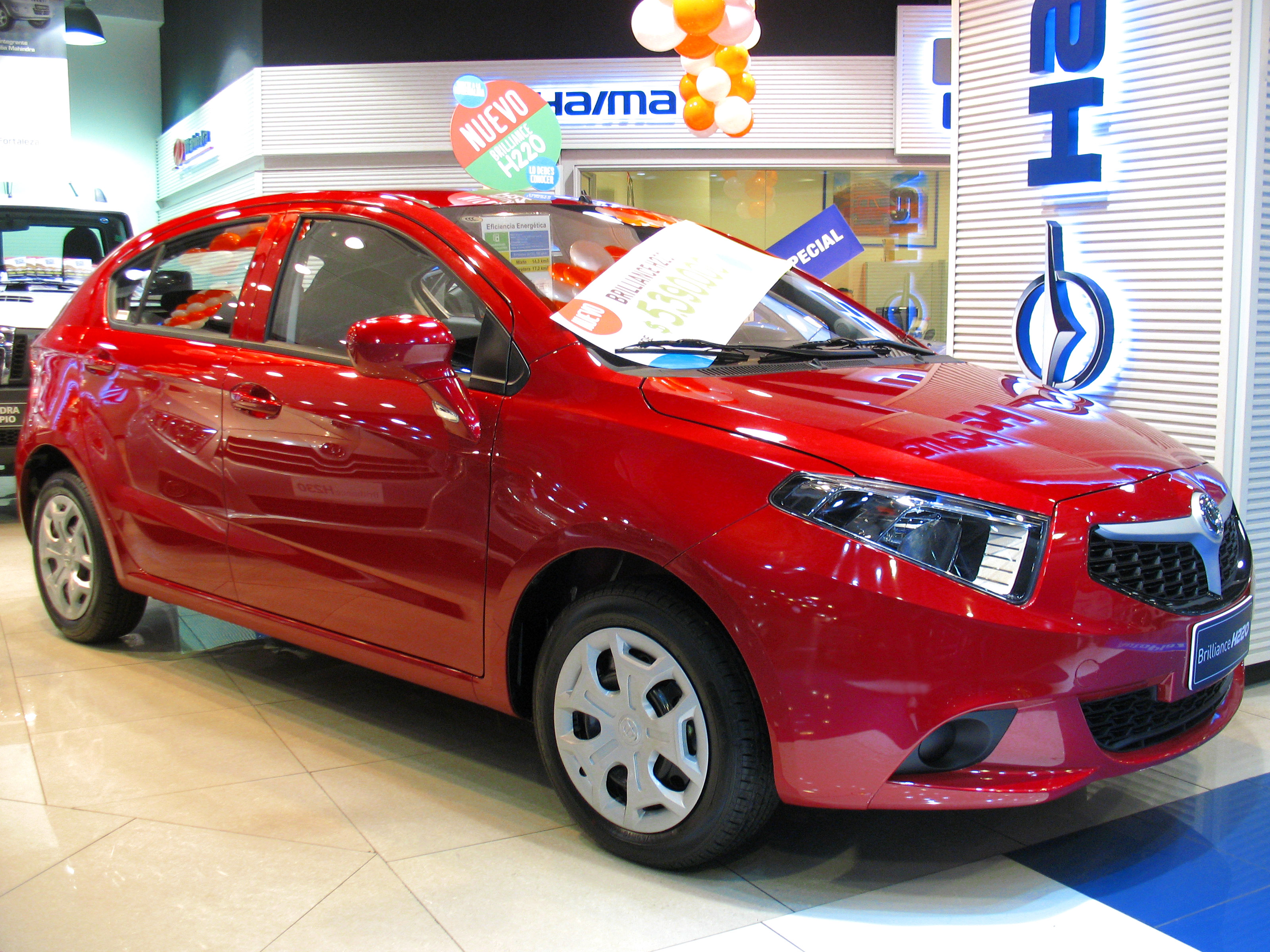
華晨H220
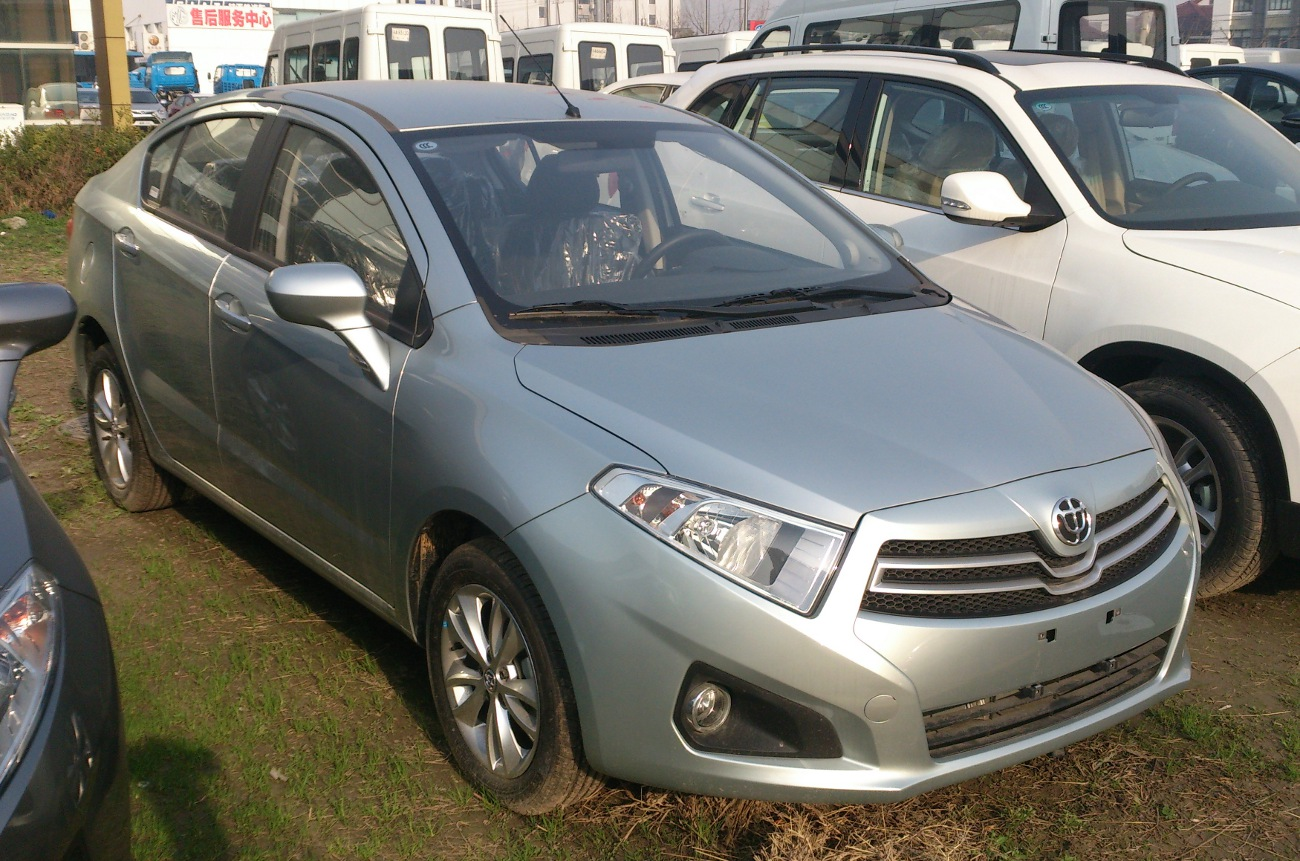
華晨H230
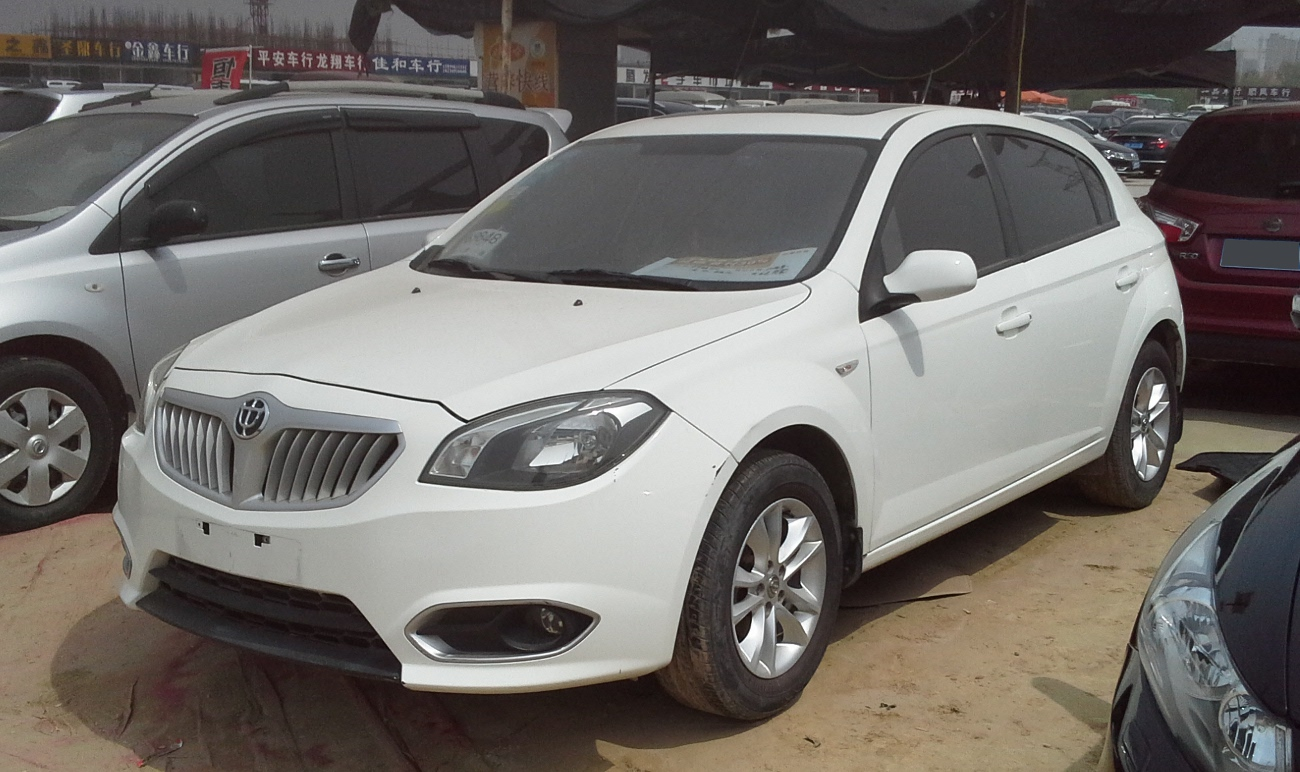
華晨H320
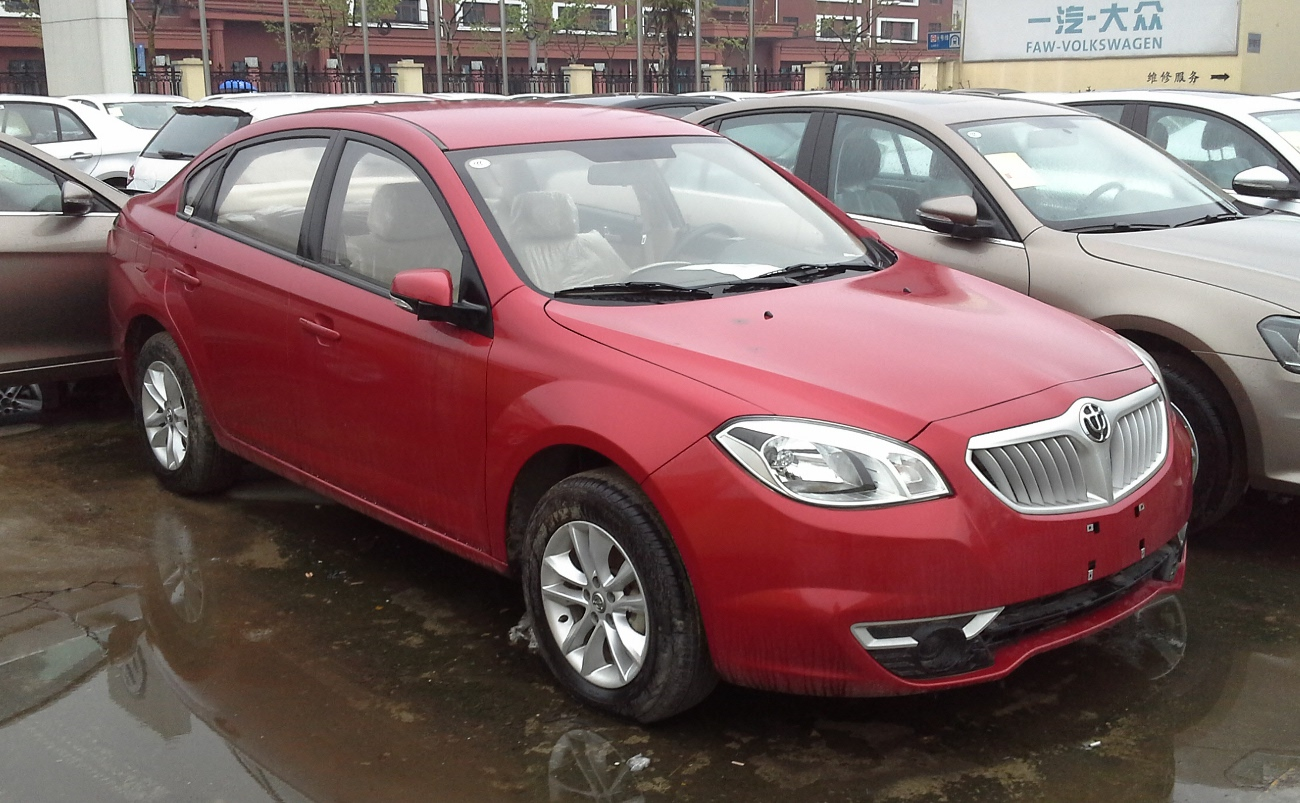
華晨H330
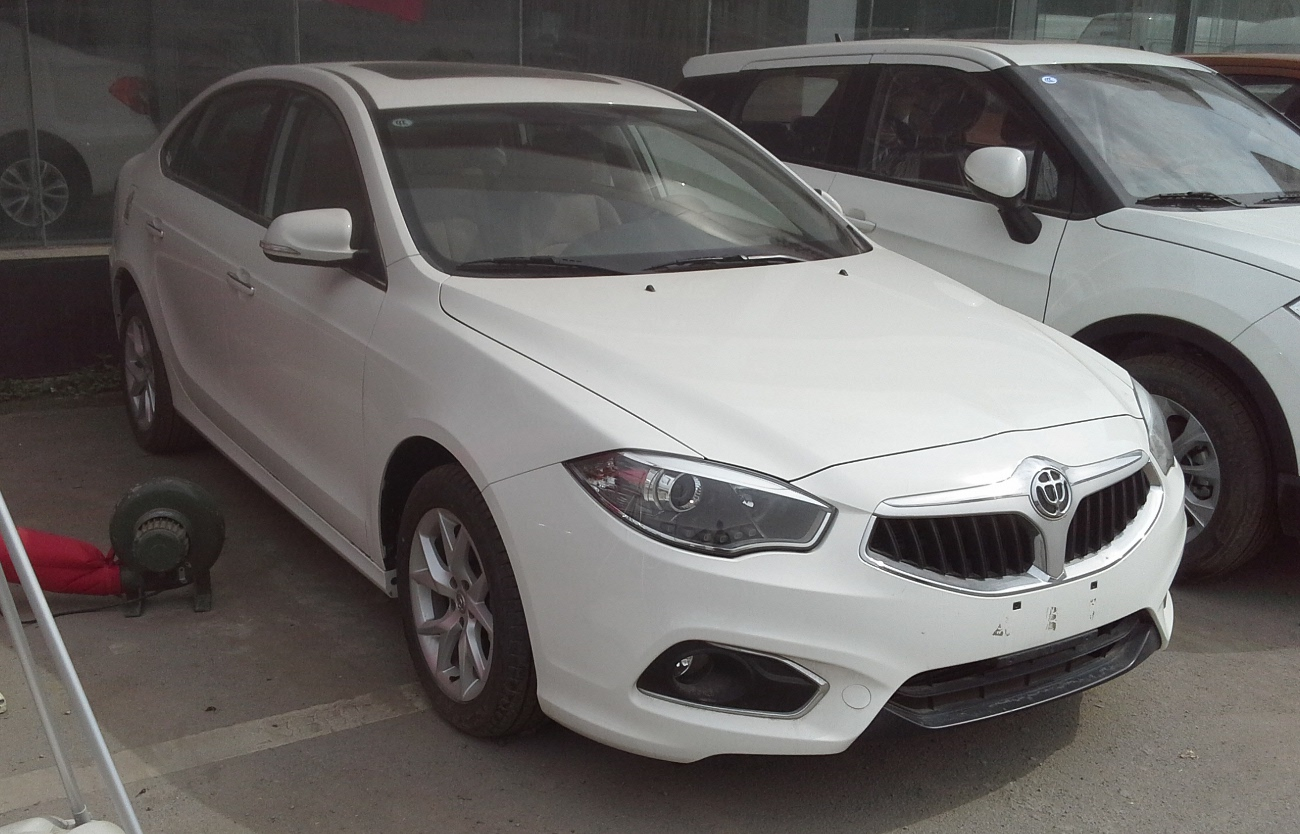
華晨H530
  - 華晨FRV跨界
  - 華晨FRV
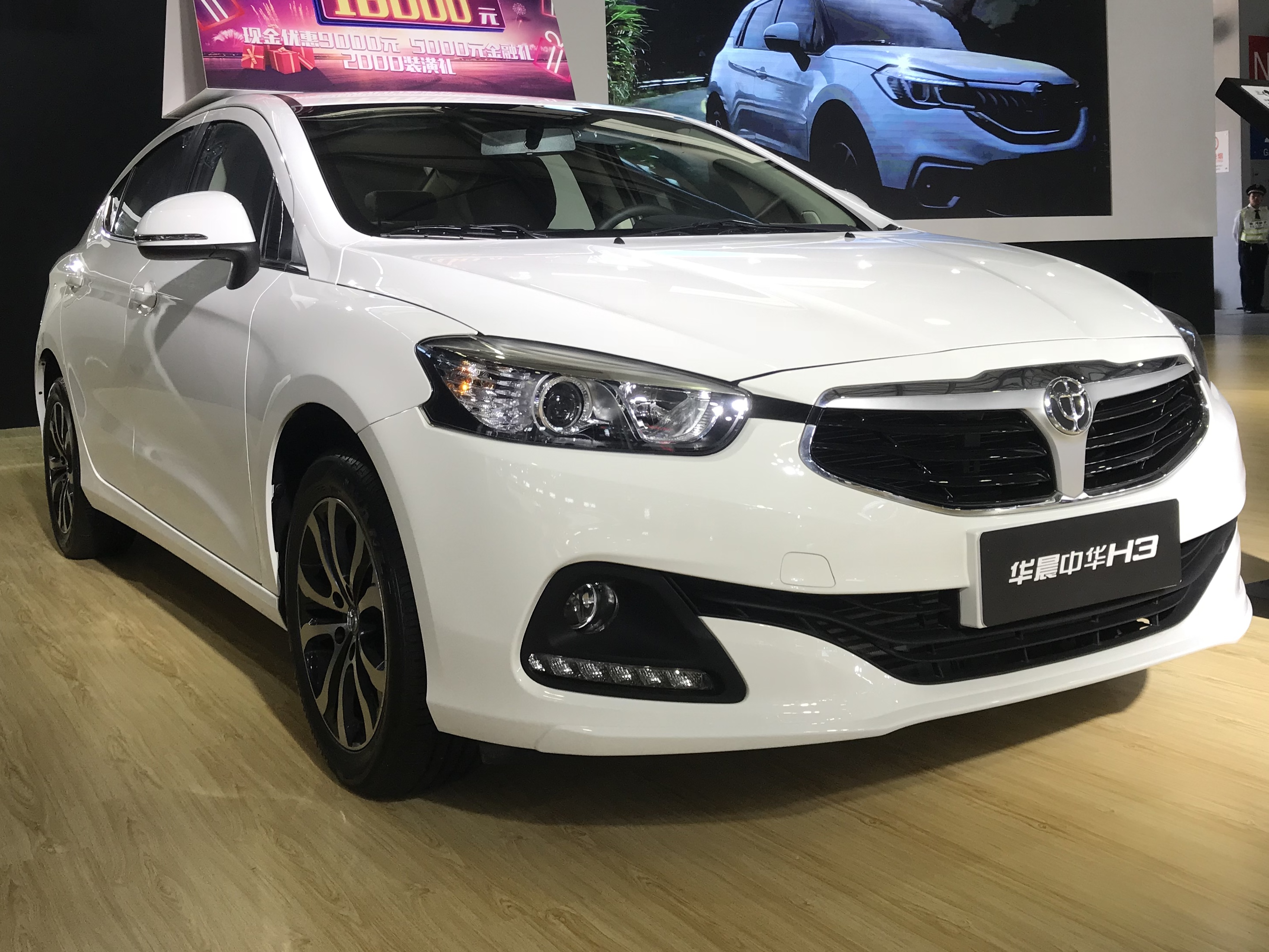
華晨尊馳
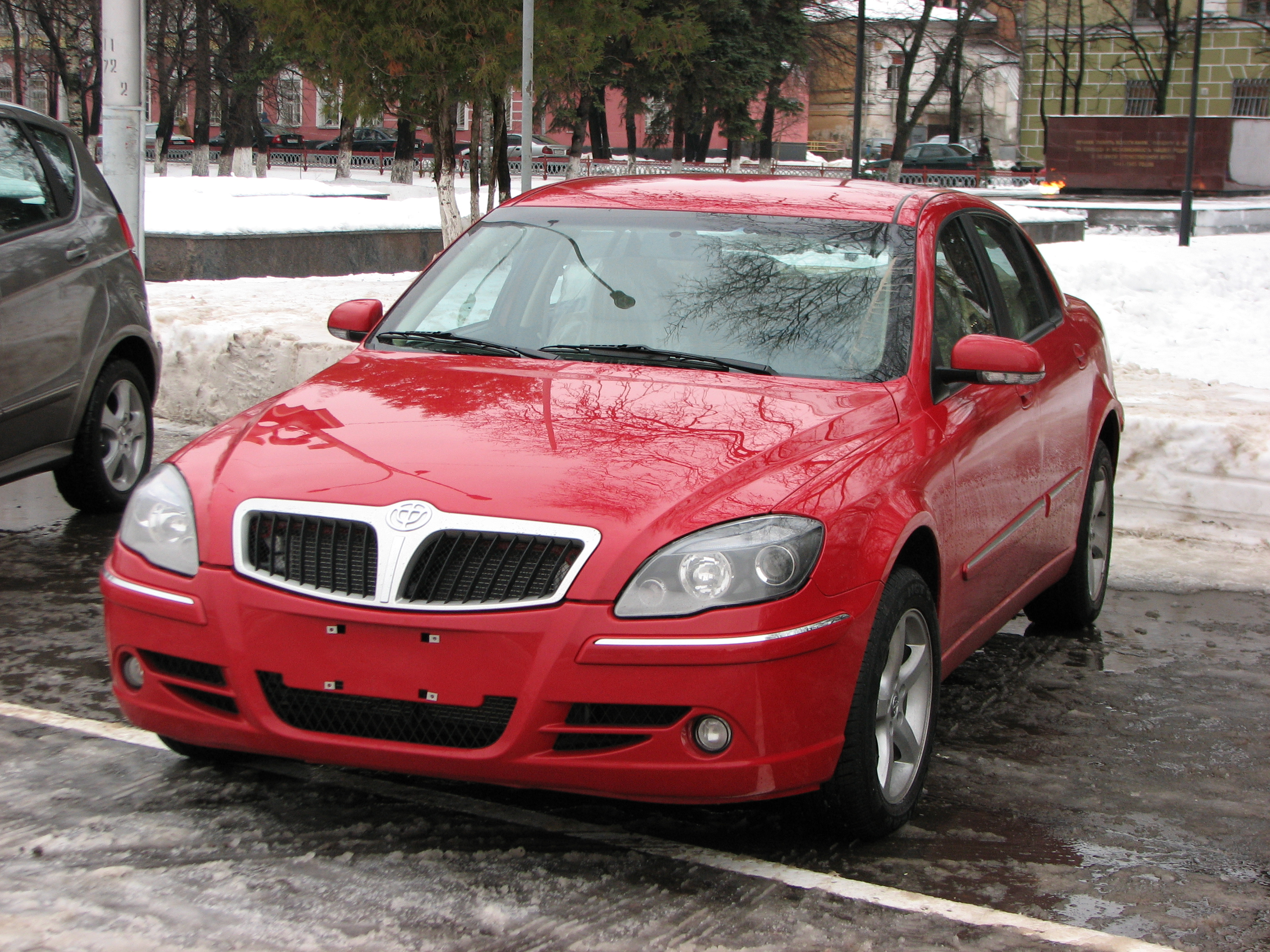
華晨駿捷
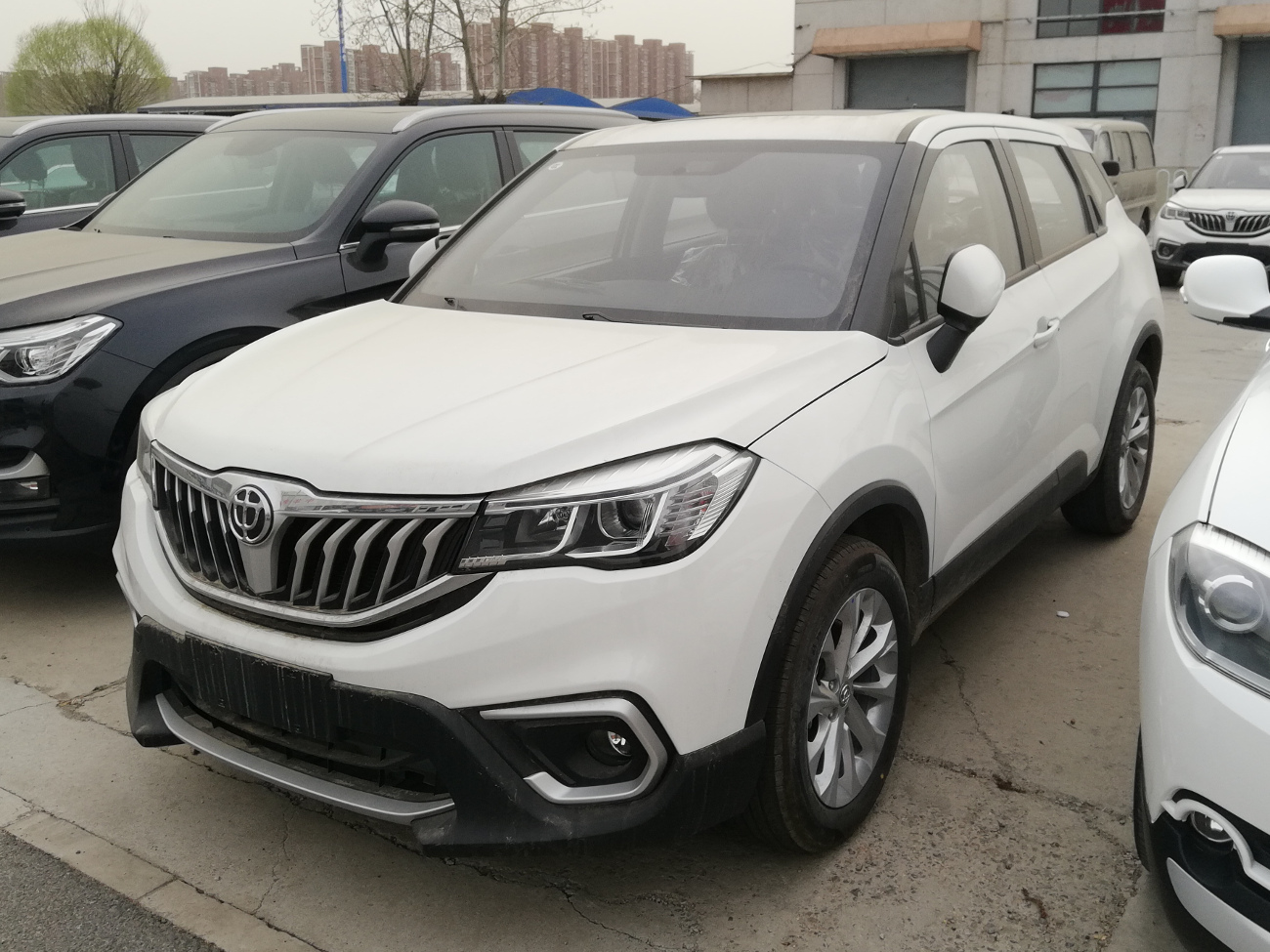
華晨酷寶
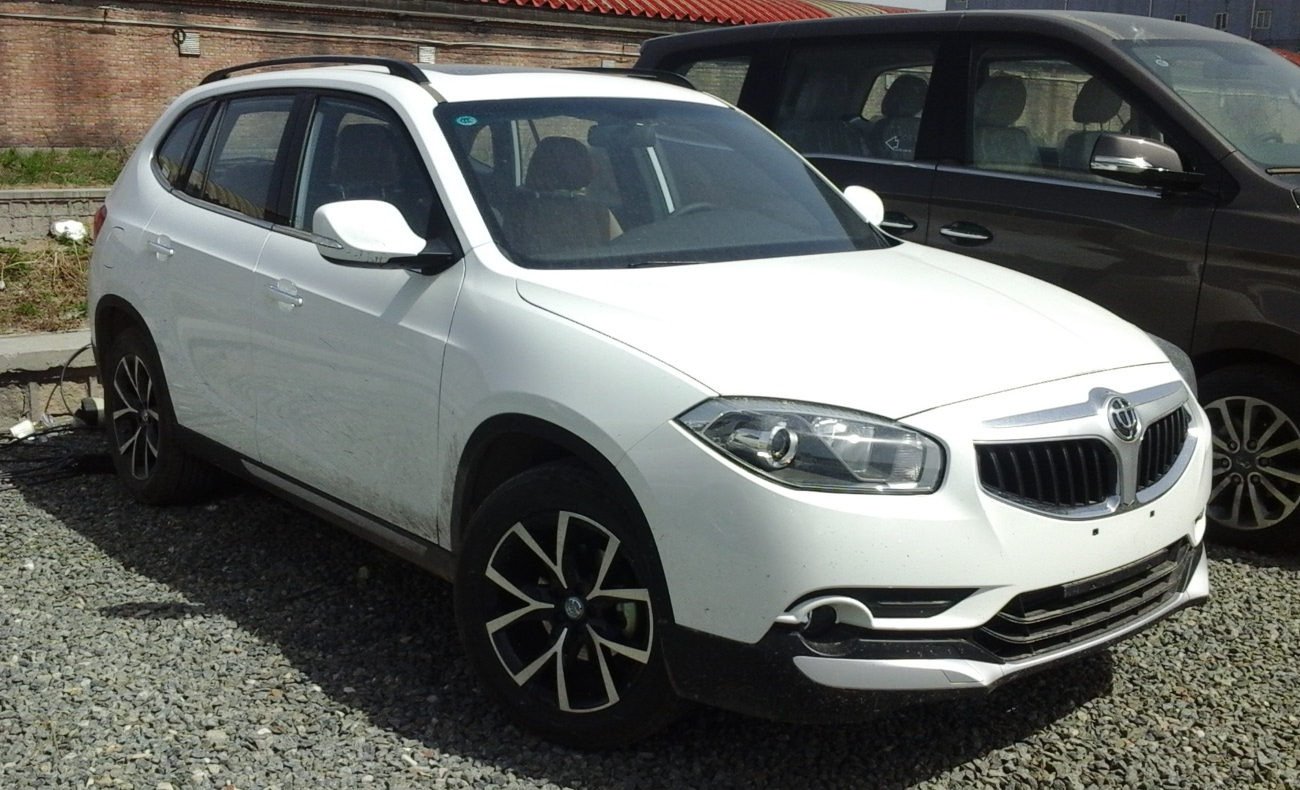
華晨V5
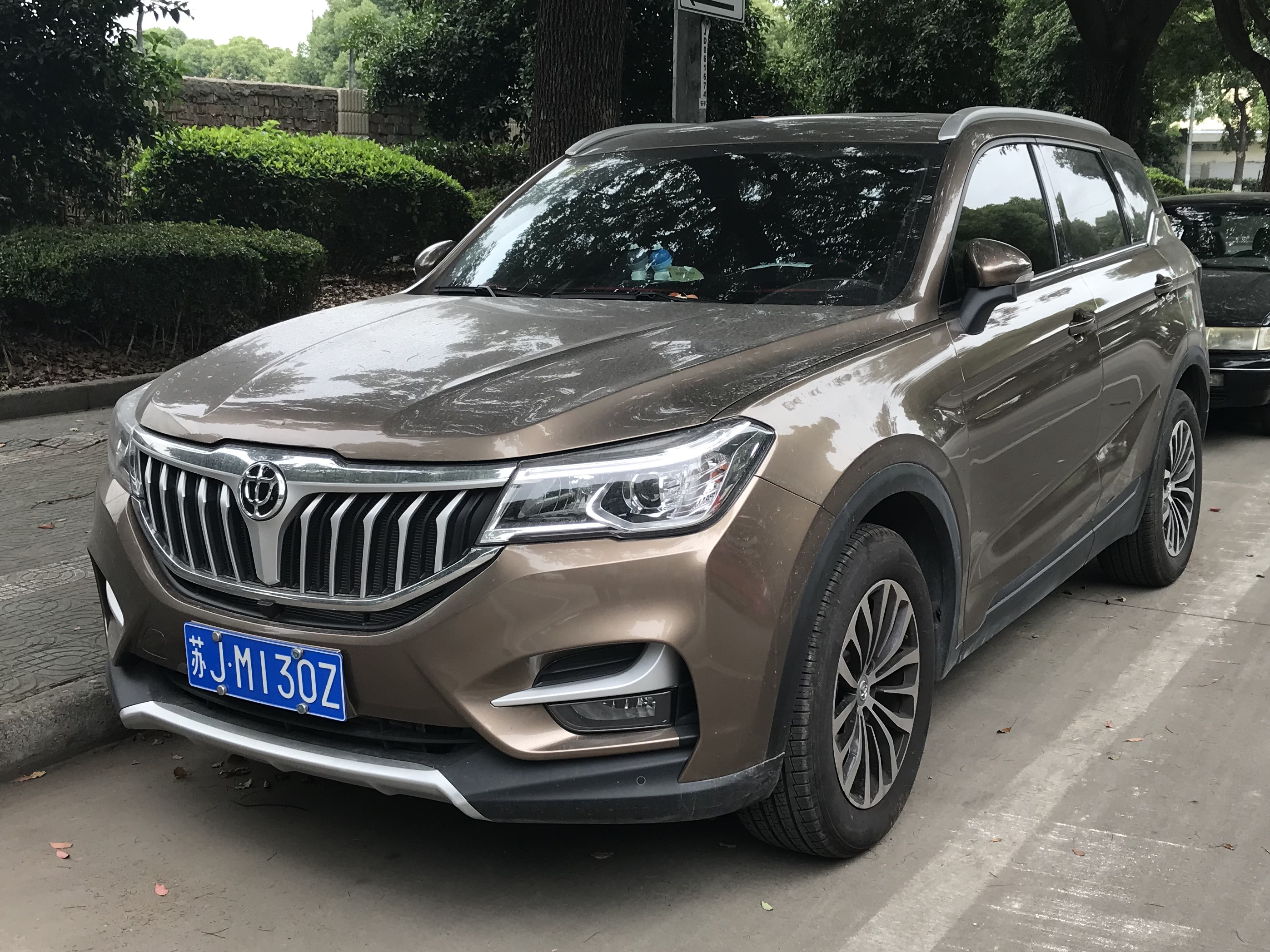
華晨V6
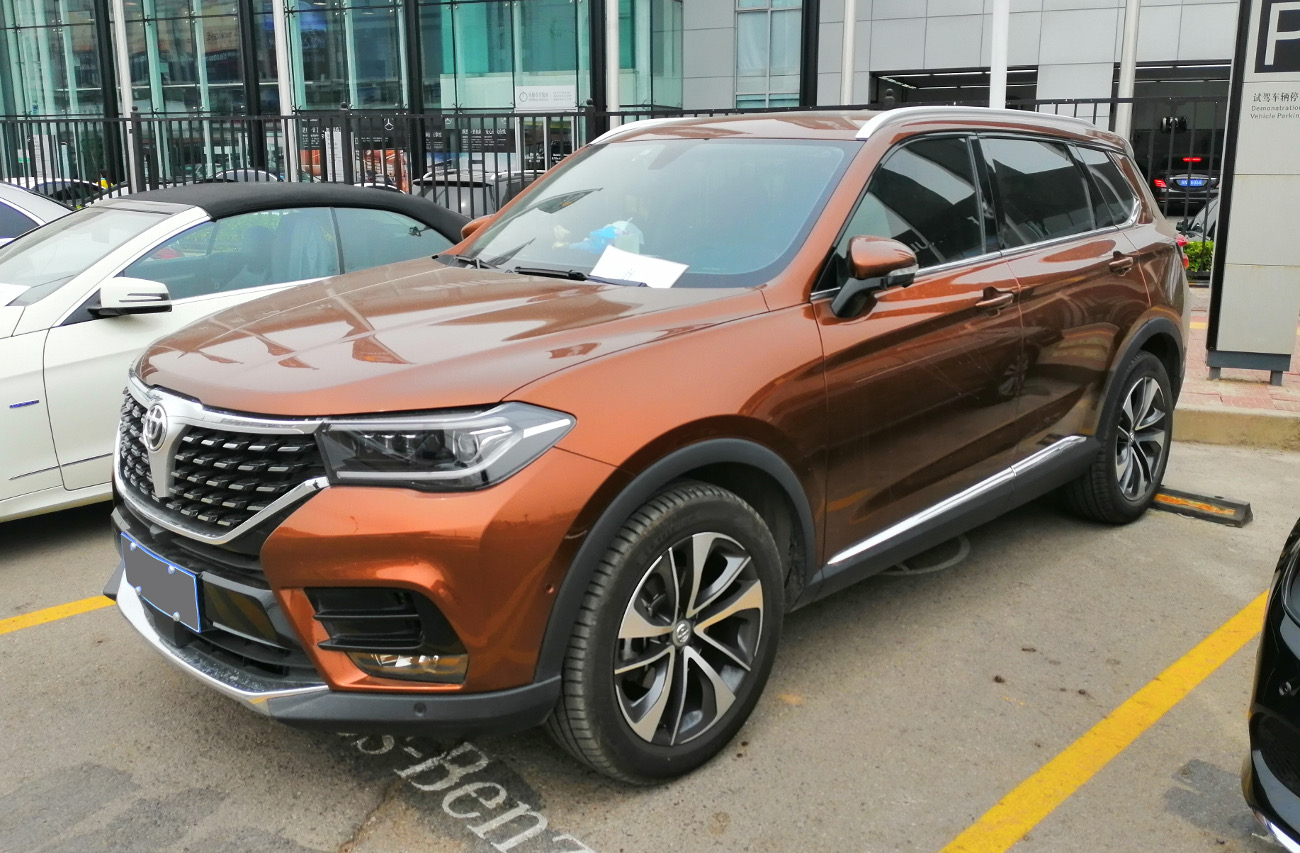
華晨V7

- 華晨中華海豚
- 華晨FRV
- 華晨FRV跨界
- 華晨FSV
- 華晨FSV Sport
- 華晨H220
- 華晨H230
- 華晨H320
- 華晨H330
- 華晨H530
- 華晨H3
- 華晨M2
- 華晨V3
- 華晨V5
- 華晨V6
- 華晨V7

### 斯威汽車
斯威汽車是華晨旗下的合資汽車品牌，前身為意大利摩托車品牌SWM，於2014年被華晨收購，現改為制造多用途車輛及SUV

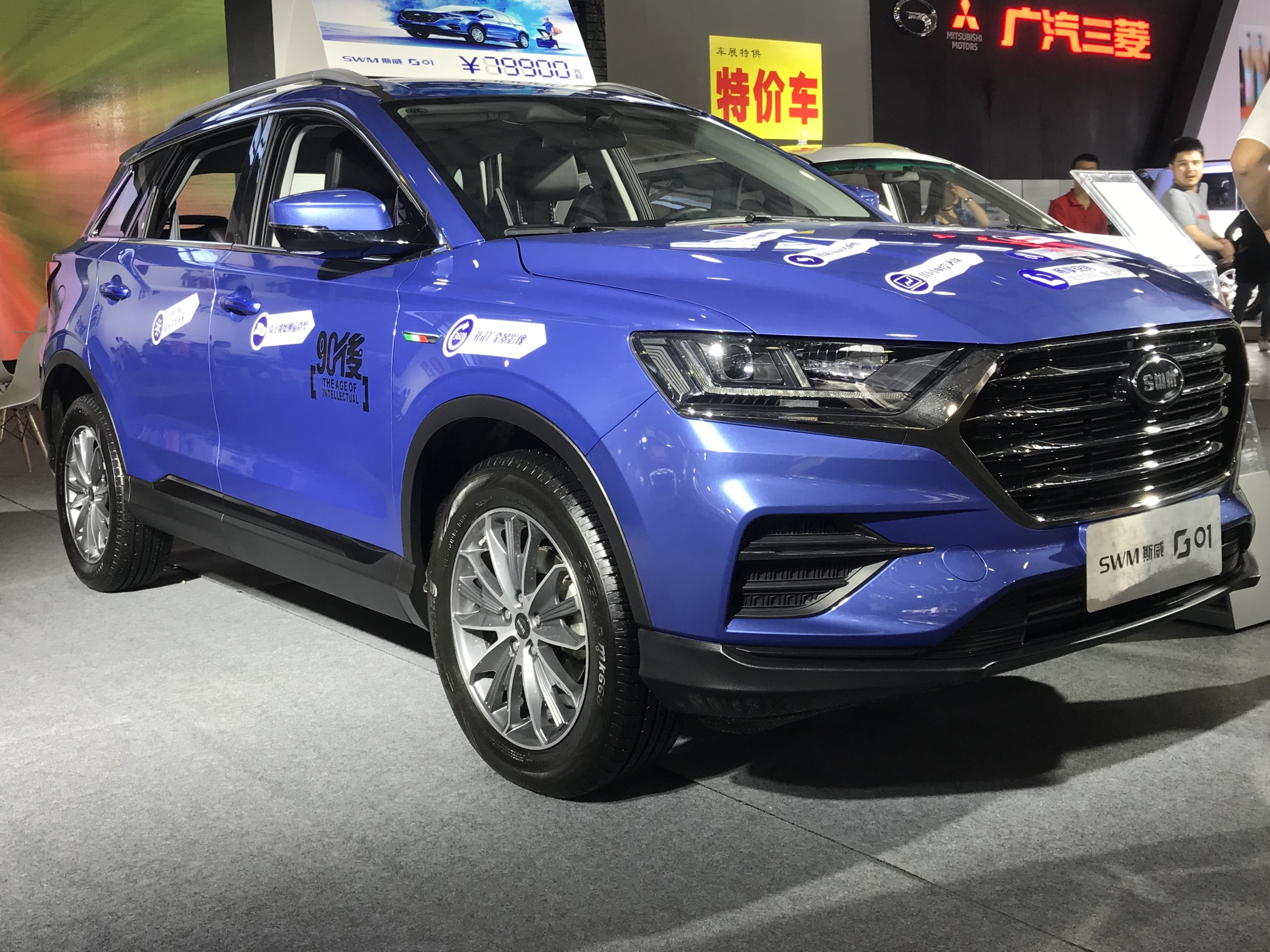
斯威G01
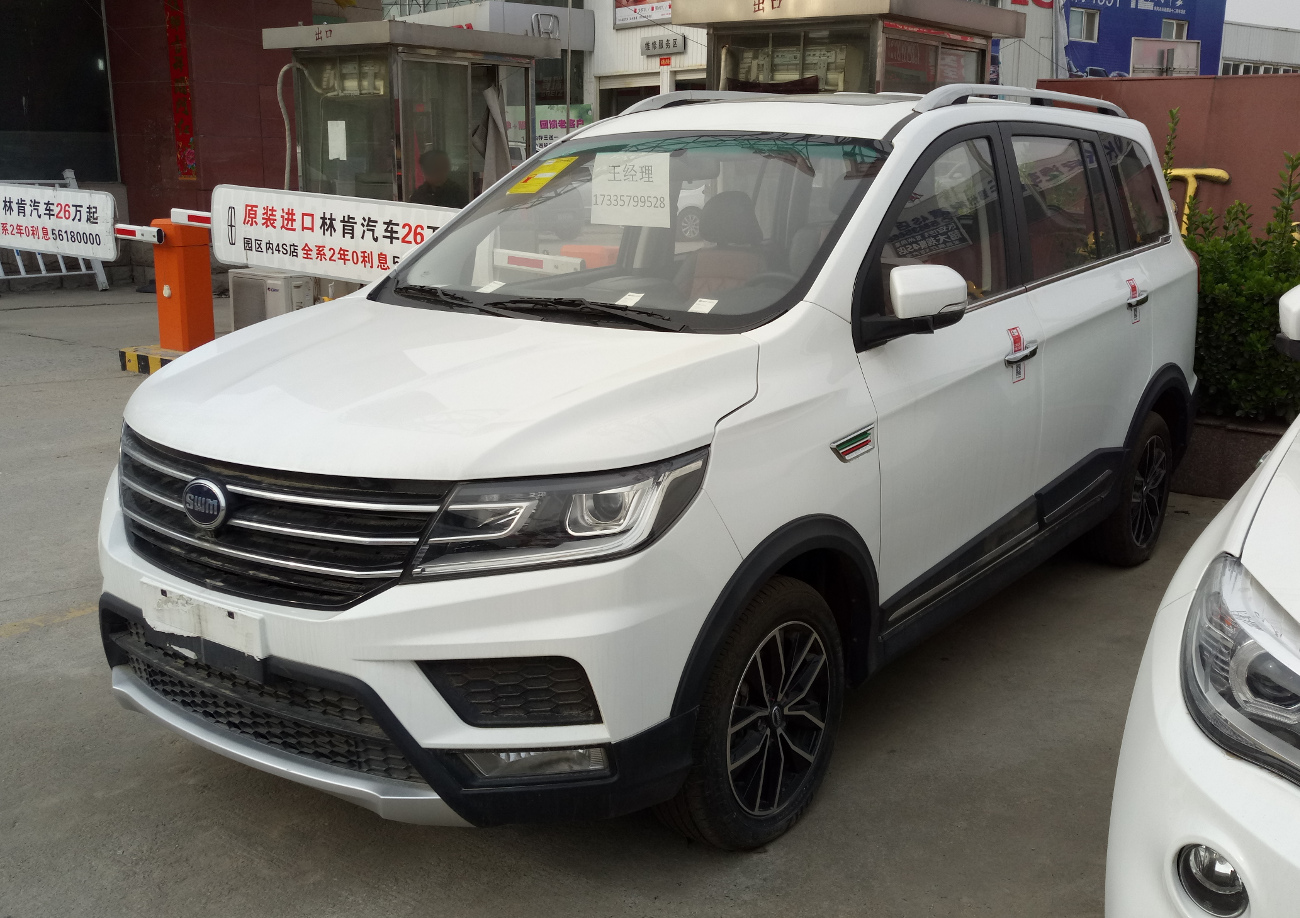
斯威X7
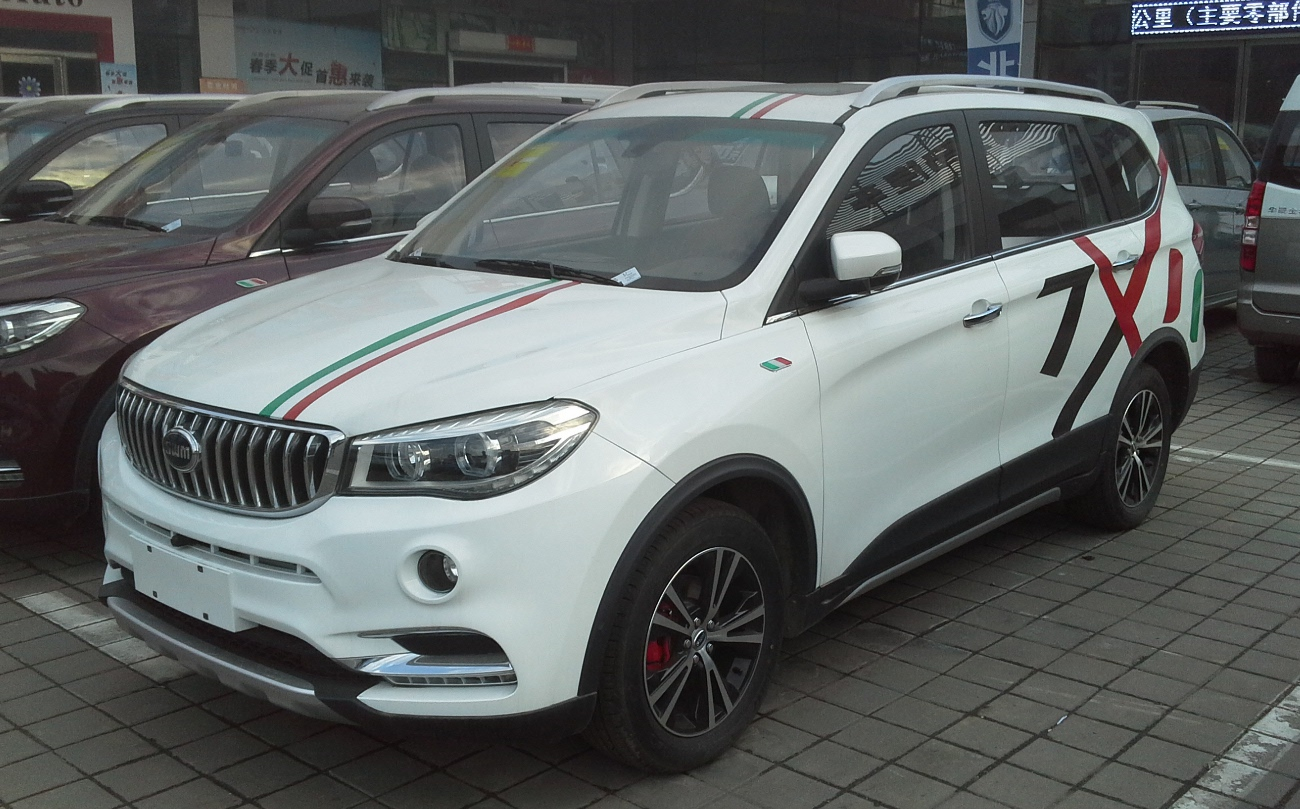
斯威X3

- 斯威G01
- 斯威X3
- 斯威X7

## 子公司
- 沈阳华晨金杯汽车有限公司51%
- 华晨中国汽车控股有限公司

## 合營企業
- 华晨宝马汽车有限公司
- 华晨雷诺金杯汽车有限公司

## 股權投資
- 上海申华控股股份有限公司